# Mya truncata
La Mya truncata és una espècie de mol·luscos bivalves de la família dels Míids, de les aigües de l'Àrtic, la mar del Nord, al canal de la Màniga i a l'Atlàntic on viu soterrada a la sorra o el llot.
Mya truncata és la principal font d'aliment de la morsa (Odobenus rosmarus).

## Descripció
Ressembla a la mya comuna (Mya arenaria) però és de talla més modesta : fa entre 3 i 6 cm i no passa generalment dels 7 cm, el màxim essent de 76mm. De més, la seva closca és menys estirada, i les vàlvules truncades en la seva part posterior, permeten el passatge d'un sifó extensible que pot arribar a quatre vegades la longitud de la closca.
Les dues vàlvules que formen la closca de l'animal són triangulars i bombades, la de la dreta més convexa que aquella de l'esquerra.
El sifó és protegit per una beina còrnia i proveït de tentacles petits a la seva extremitat. La paret interna del sifó és sensible a la intensitat lluminosa, i el sifó no surt del seu substrat si la llum és massa important.

## Reproducció
La reproducció és sexuada, els gàmetes dels dos sexes essent expulsats a l'aigua, després les larves lliures produïdes es fixen a les roques.

## Alimentació
La mya filtra l'aigua de mar per tal d'extreure'n el seu aliment, i consumeix bacteris, diatomees, larves d'invertebrats…

## Taxonomia
Taxons sinònims:
- Mya ovalis Turton, 1822
- Sphenia swainsoni Turton, 1822
- Mya uddevalensis Hancock, 1846